# Richard Wright (artista)
Richard Wright (*1960, Londres) es un artista visual y músico británico ganador del Premio Turner en 2009
Nació en Londres pero creció en Escocia donde asistió al colegio de arte de Edimburgo entre 1978-1982 y en la escuela de arte de Glasgow ciudad donde vive Glasgow.
El artista decora espacios arquitectónicos con intrincados patrones geométricos de pinturas y dorado a la hoja a menudo sus obras sobreviven solo la duración de la exposición, al pintarlas encima al finalizar, se lo describe como "el pintor que rechaza la tela".
En 2009 recibió el Premio Turner por sus murales en espacios arquitectónicos.

## Exhibiciones
- 1994 Transmission Gallery, Glasgow
- 1997 Pitura Brittanica, Museum of Contemporary Art, Sídney.
- 1998 Manifesta 2, Luxemburgo.
- 2000 The British Art Show 5, Talbot Rice, Edinburgh.
- 2001 Kunsthalle Berna y Tate Liverpool.
- 2002 Kunstverein für die Rheinlande und Westfalen, Düsseldorf.
- 2004 Dundee Contemporary Art.
- 2007 Museum of Contemporary Art San Diego.
- 2008 Carnegie International, Pittsburgh.

## Músico
Tocó la guitarra para el grupo Correcto, con Danny Saunders, Patrick Doyle y Paul Thomson. Y para Par Cark y David Shrigley.